# Пересечень
Пересечень — главный город славянского племени уличей. Его расположение достоверно не установлено, учёными высказывались по этому вопросу различные версии.

## История
Поскольку уличи отказывались подчиняться киевскому князю Игорю, тот воевал с ними и в 940 году занял Пересечень после трёхлетней войны. Дань с уличей он пожаловал воеводе Свенельду, так как тот, по-видимому, сыграл важную роль в победе над уличами и взятии Пересеченя, приведя варяжскую или новгородскую дружину. Однако уличи, утратив контроль над Пересеченем, не пожелали платить дань Свенельду и ушли в низовья Буга и Днестра «и седоша тамо».

## Расположение

### Поднепровье
По мнению академика Б. А. Рыбакова располагался в южном течении Днепра. Внимание исследователей привлекают остатки крупного славянского поселения, существовавшего в 800—1300-х годах на песчаных холмах Игренского полуострова острова Цапля в восточной левобережной части современного города Днепр, где в реку Днепр впадает речка Самара. Находки свидетельствуют об интенсивных торговых отношениях как с Киевской землёй, так и с кочевниками-печенегами, становища которых находились вблизи улицких поселений. Город на Игренском полуострове был разрушен татарами.

### Бессарабия
По мнению профессора Московского Университета Н. И. Надеждина, история города Пересечень связана с селом Пересечино в Бессарабии (ныне Оргеевский район Молдавии). Иван Крипякевич считал, что это был новый Пересечень, основанный уличами после переселения с берегов Днепра и названный в честь старого центра.